# Ruan (Frankrijk)

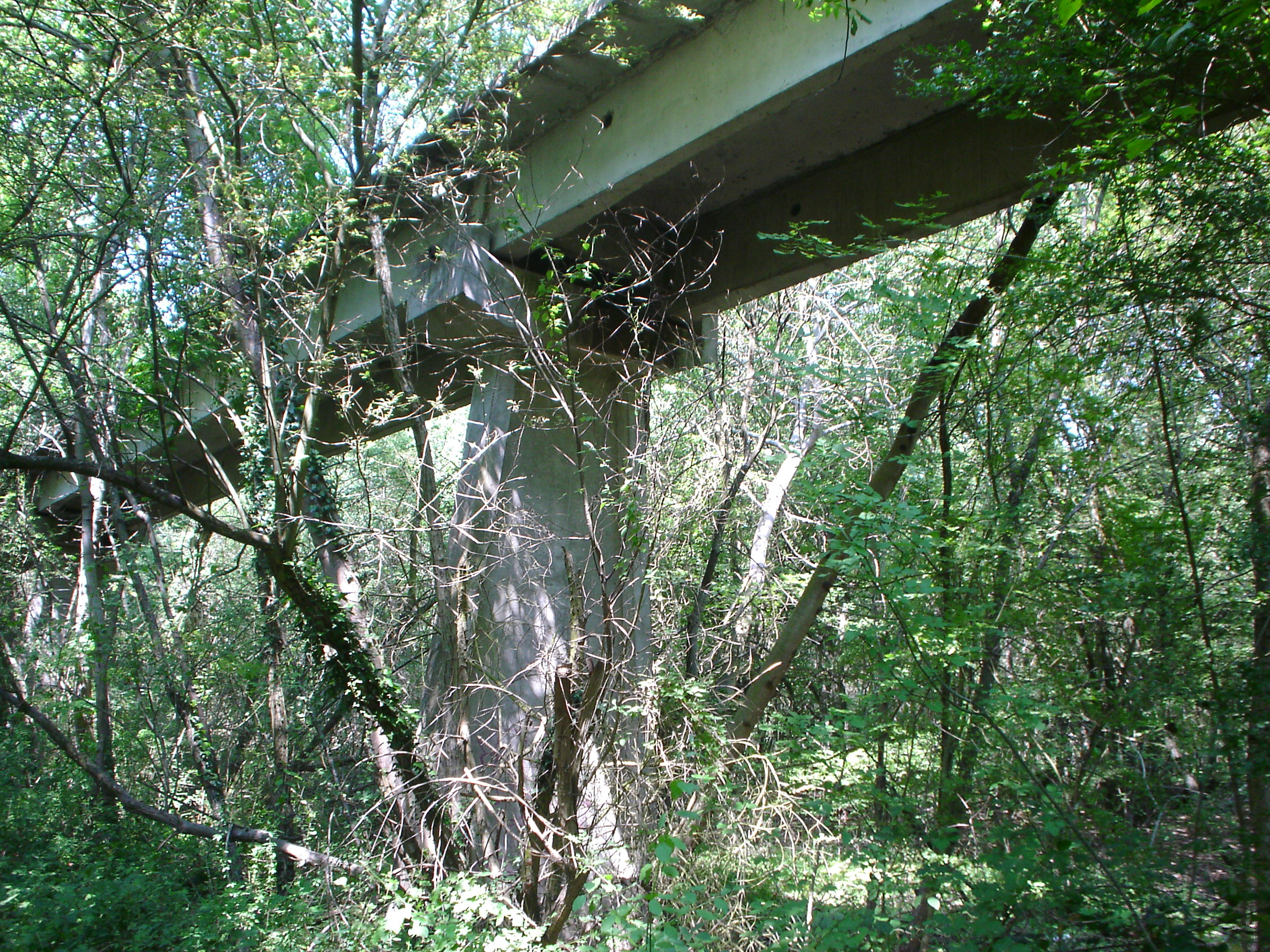
Nooit gebruikt en overwoekerd deel van het monorailtraject tussen Saran en Ruan

Ruan is een gemeente in het Franse departement Loiret (regio Centre-Val de Loire) en telt 221 inwoners (2004). De plaats maakt deel uit van het arrondissement Orléans.

## Geografie
De oppervlakte van Ruan bedraagt 15,8 km², de bevolkingsdichtheid is 14,0 inwoners per km².
De onderstaande kaart toont de ligging van Ruan (Frankrijk) met de belangrijkste infrastructuur en aangrenzende gemeenten.

## Demografie
Onderstaande figuur toont het verloop van het inwonertal (bron: INSEE-tellingen).

## Aérotrain
Tussen Ruan en Saran is in 1969 langs de spoorlijn Parijs - Orléans een testbaan van 18 kilometer aangelegd voor de Aérotrain. De baan stond compleet op een viaduct van 5 meter hoogte en was bedoeld om uiteindelijk deel uit te maken van een eerste commerciële lijn tussen Parijs en Orléans. Het project werd in 1977 gestaakt en de baan staat er sindsdien ongebruikt bij.
1. ↑  Populations de référence 2022.